# نهر صخري

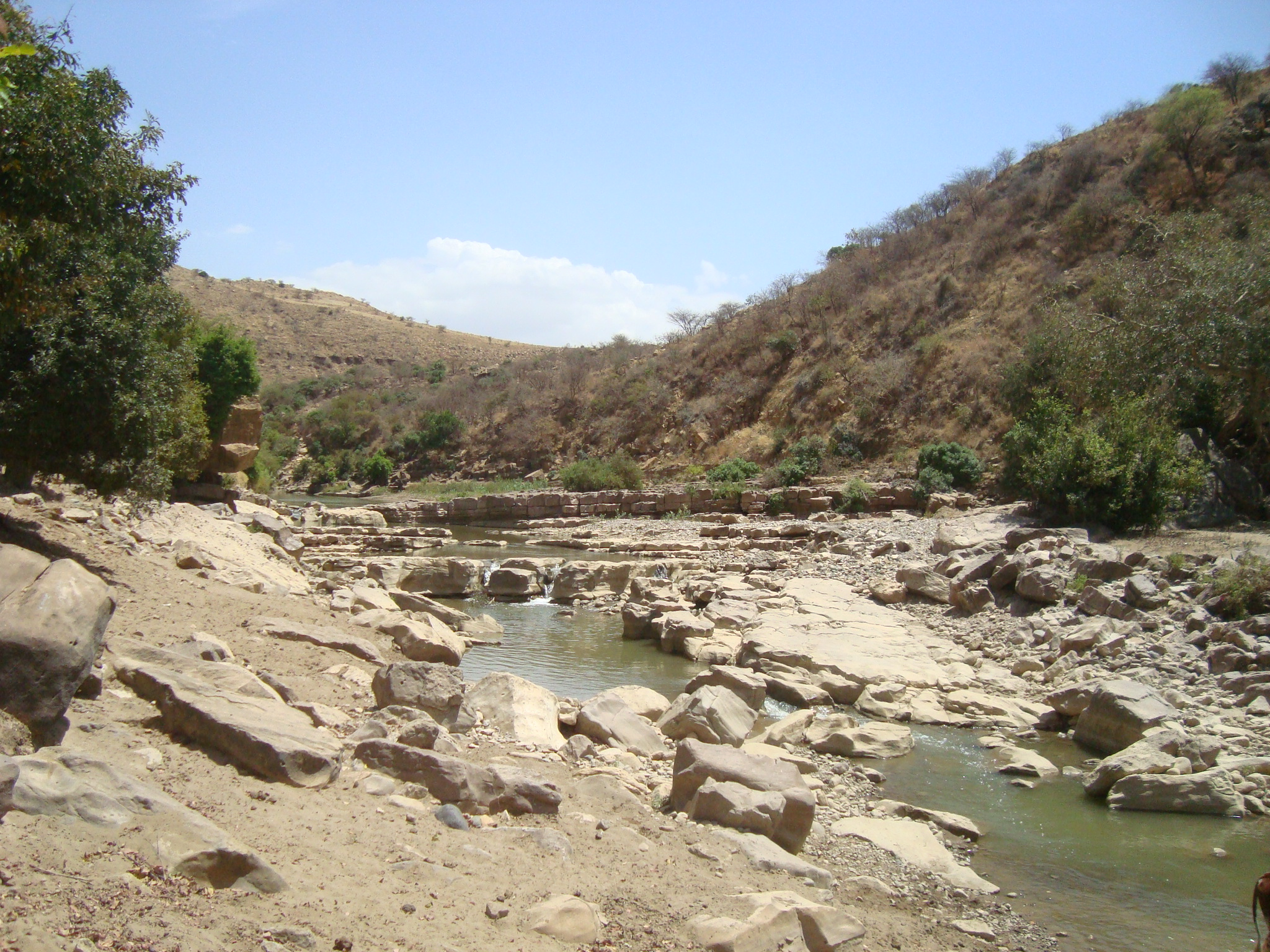

النهر الصخري هو عبارة عن نهر لا يغطي فيه الغرين (رواسب نهرية) عادة صخر الأديم الذي يجري فوقه. وتكثر مثل هذه الأنهار في المناطق المرتفعة والجبلية. وهي تنتج عن الشقوق في صخر الأديم عن طريق كل من الكشط حيث تصطدم الرواسب الموجودة في التيار بقاع مجرى النهر وتزيل قطعًا من المواد و«استخراج» أو «اقتلاع» الحجارة حيث يتم اقتلاع كتل كبيرة من القاع ويعد من ابرز مصادر الكتل الصخرية (غالبًا بالقرب من سلاسل الصخور تحت الماء أو الشلالات) ونقلها في اتجاه التيار.